# Лучки (Богодухівський район)
Лучки — селище в Україні, у Краснокутській селищній громаді Богодухівського району Харківської області. Населення становить 8 осіб. До 2020 орган місцевого самоврядування — Козіївська сільська рада.

## Географія
Селище Лучки знаходиться на відстані 1 км від села Козіївка. Селище оточене великим лісовим масивом (дуб). Через селище проходить вузькоколійна залізниця.

## Історія
12 червня 2020 року, розпорядженням Кабінету Міністрів України № 725-р «Про визначення адміністративних центрів та затвердження територій територіальних громад Харківської області», увійшло до складу Краснокутської селищної громади.
19 липня 2020 року, в результаті адміністративно-територіальної реформи та ліквідації Краснокутського району, селище увійшло до складу Богодухівського району.